# Carbeto de silício
O Carbeto de silício (SiC, também chamado carborundum) é um composto químico de silício e carbono. É mais familiar como um composto sintético largamente usado como abrasivo, mas ocorre também na natureza na forma do mineral muito raro chamado moissanite. Grãos de carbeto de silício podem ser agregados por sinterização, formando uma cerâmica muito dura.
O carbeto de silício (SiC) é um componente inorgânico formado a partir da ligação entre um átomo de silício e um átomo de carbono (12% de caráter iônico) [1] com coordenação tetraédrica e massa específica de 3,20 g/cm3.
Sua forma natural é conhecida como moissanita, mineral transparente extremamente raro, descoberto em 1905 por Henri Moissan em um meteoro no Arizona, EUA. O mineral encontrado na natureza não é utilizado na indústria, mas sim pelo mercado de jóias e é conhecido como pseudodiamante ou imitação de diamante.
Em 1824, Jöns Jacob Berzelius, cientista sueco, sugeriu pela primeira vez a existência da ligação entre átomos de silício e carbono. Entretanto, apenas em 1891, o primeiro processo de fabricação industrial do SiC foi desenvolvido. Tal avanço tecnológico foi realizado de forma acidental por Edward Goodrich Acheson, assistente de Thomas A. Edson, durante um experimento onde se buscava sintetizar diamante a partir de argila e carbono.  Acheson acreditou que o produto de seu experimento era uma combinação do carbono (carbon) e da alumina (corundum) proveniente da argila, o que o levou a nomeá-lo carborundum.  Anos depois se concluiu que esse composto sintetizado era na verdade a combinação de átomos de silício e carbono. O principal processo de produção industrial do SiC é até hoje o Processo Acheson, onde fontes de carbono e sílica são misturadas e levadas a altas temperaturas (próximas a 2600-3000 °C).  Neste processo, dois eletrodos são conectados através de uma resistência, usualmente de grafite, envoltos por uma mistura de coque ou carvão (como fontes de carbono) e quartzo (como fonte de sílica). A mistura é aquecida eletricamente para a formação do SiC segundo a seguinte reação:
SiO2(s) + 3C(s) → SiC(s) + 2CO(g) (A)
O SiC é encontrado em duas estruturas principais: α-SiC e β-SiC. O ββ-SiC é uma estrutura cristalina transitória não estável a temperatura ambiente, podendo existir nessas condições de forma metaestável por meio de processos especiais em escala laboratorial. Sua formação ocorre em temperaturas inferiores a 2100 °C e sua estrutura cristalina é a cúbica de face centrada [2,3,4]. Esta forma de SiC é única, não apresentando politipos [2-5]. O α-SiC é a forma estável do carbeto de silício, apresentando célula unitária hexagonal ou romboédrica. Importante salientar que este material apresenta politipismo, fenômeno no qual fases termodinamicamente idênticas apresentam estruturas de empilhamento atômico diferentes [2-5]. São conhecidos aproximadamente 250 politipos de α-SiC, apresentando propriedades e características ligeiramente diferentes [1,5]. Desta maneira, o produto final (SiC beneficiado) é uma mistura de diversos politipos e uma combinação das propriedades e características de cada politipo.
O carbeto de silício é utilizado como uma fonte de silício e carbono em ligas ferrosas com baixos níveis de impurezas quando comparado a outras fontes de silício e carbono. Além do mais o carbeto de silício proporciona um aumento da nucleação em ferro fundido e consequentemente melhora a qualidade final do produto e também proporciona uma redução de custo no processo. Sendo assim o carbeto de silício torna-se uma boa alternativa como fonte de silício e carbono no processo produtivo ligas ferrosas.

## Propriedades
O Carbeto de Silício (SiC) é um material cerâmico com uma dureza excepcional, só superado pelo diamante, nitreto cúbico de boro e carboneto de boro. O material é altamente resistente ao desgaste e quimicamente inerte a todas as substâncias alcalinas, bem como ácidos. Ele também pode suportar temperaturas muito altas. Estas propriedades fazem o carbeto de silício um excelente material para aplicações abrasivas e também para materiais cerâmicos usados em condições de operação extremas.
• Densidade: 3,21 g/cm〖
• Dureza Vickers: 29GPa
• Coeficiente de dilatação térmica: 5.10-6/ K
• Condutividade térmica: 50 a 100 W / m K
• Resistência a temperatura: 1500 deg. C em ar, 2,400 deg.C em atmosfera inerte
• Capacidade de calor específico: 750 J / kg K

## Produtos de Carbeto de Silício para Fundição
Grãos de Carbeto de Silício Metalúrgicos: O grão de carbeto de silício tipicamente possui uma granulometria de 0x10mm. Este material apresenta uma coloração preta e é utilizado em fundições em fornos à indução. Sua pureza pode variar de 70% até 96% dependendo da necessidade de cada fundição. Este material é utilizado no início da montagem da carga metálica isto é, junto à carga fria, preferencialmente próximo à sucata de aço.
Briquete de Carbeto de Silício: O briquete de carbeto de silício possui um formato tipicamente cilíndrico. Este material apresenta uma coloração acinzentada. A sua composição apresenta um mínimo de 70% de SiC e aproximadamente 10% de ligante, para sua confecção. No processo de fundição este produto é utilizado em fornos cubilôs durante o carregamento da carga fria.

### Fonte de Silício
Tradicionalmente o ferro-silício (FeSi) é utilizado na indústria de fundição como a principal fonte de silício nas ligas de ferro fundido. Sua pureza pode variar de 60% até 75% de silício. Nas últimas décadas, o carbeto de silício tem sido usado como alternativa ao FeSi devido ao baixo nível de impurezas que o mesmo apresenta. O carbeto de silício metalúrgico destaca-se principalmente por seu baixo teor de alumínio dissolvido e “encaixado” no retículo cristalino do SiC (cerca de 0.2%), chamado Al – retículo. O ferro-silício padrão, por outro lado, possui teores de alumínio de 2% ou mais. Os tipos com menor teor de alumínio chamados FeSi HP (High Purity) apresentam teores de no máximo 0.1% de alumínio, entretanto são muito mais caros. O alumínio em combinação com o hidrogênio pode causar microporosidades ou também chamados “pinholes” no ferro fundido. Isto acontece porque o alumínio residual favorece a absorção de hidrogênio cuja fonte pode ser tanto a umidade contida no molde quanto no material de carga. É preciso considerar ainda a possibilidade da chamada “degeneração” da grafita esferoidal causada pelo alumínio na produção de ferro nodular.

### Fonte de Carbono
O carbeto de silício, como fonte de carbono, na proporção de C SiC: Si SiC = 1 : 2 é notado por seus baixos teores em enxofre, nitrogênio e hidrogênio. O carbeto de silício metalúrgico apresenta um teor de nitrogênio em média de 300ppm. Enquanto o coque de petróleo calcinado contém até 6000ppm e o coque de piche até 7000ppm. Teores moderados de nitrogênio, dependendo das circunstâncias, são desejáveis. Entretanto, níveis elevados de nitrogênio podem afetar a qualidade do fundido. O teor de hidrogênio do carbeto de silício metalúrgico é de cerca de 100ppm. O coque de petróleo calcinado contém entre 400 a 1500ppm e o coque de piche até mesmo 2000ppm. Sabe-se que o hidrogênio promove a formação de pinholes superficiais, fissuras e cavidades internas grosseiras bem como promove a formação de coquilhamento inverso quando o teor de manganês é baixo. As microporosidades causadas por excesso de gás constituem até hoje um problema de difícil solução o que torna ainda mais importante as matérias primas com teores de impurezas que dão origem à formação de gás particularmente baixos, tais como o carbeto de silício.